# Districtul Skalica

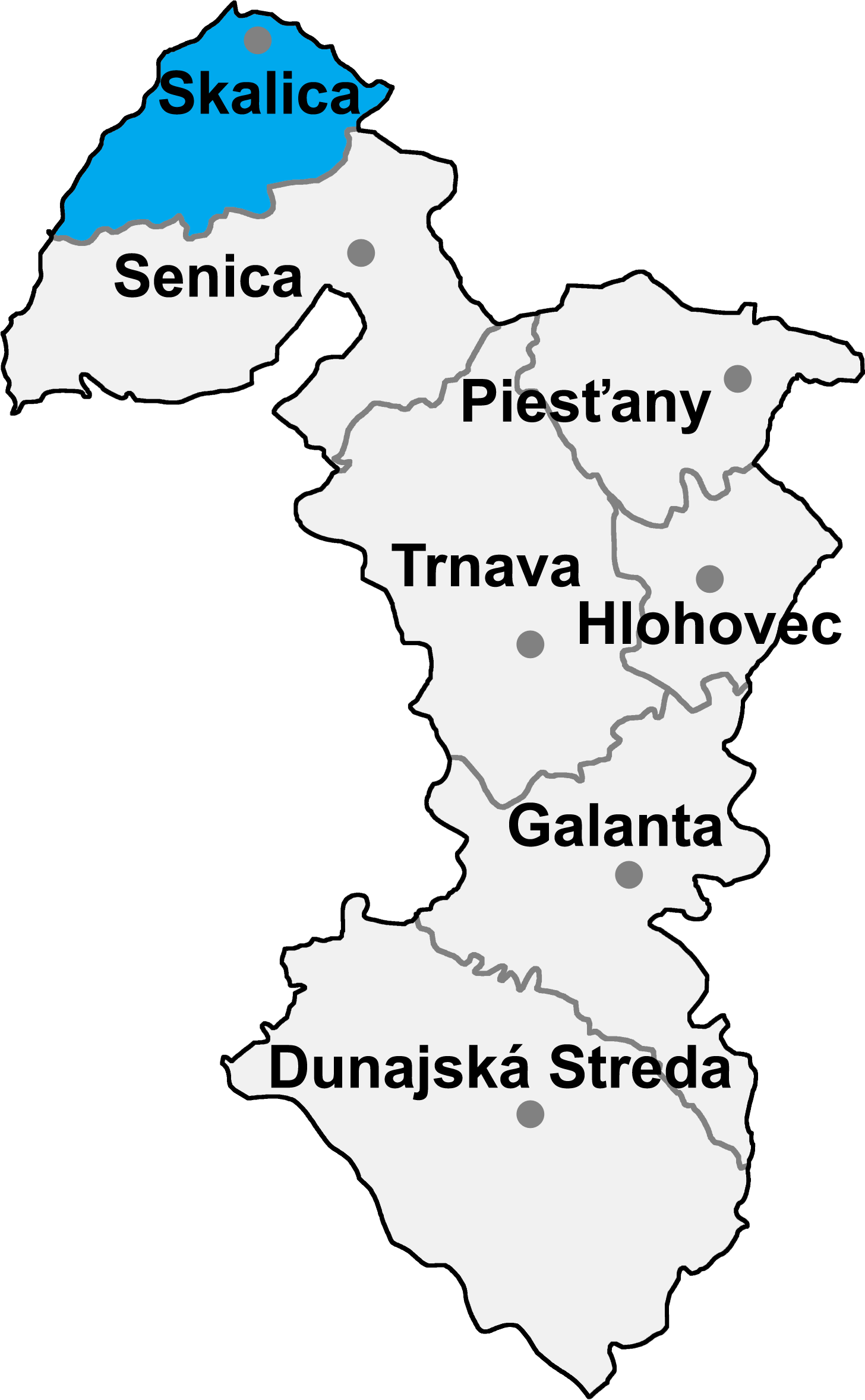
Districtul Skalica

Districtul Skalica (okres Skalica) este un district în Slovacia vestică, în Regiunea Trnava. 

## Demografie
| An:                | 1994   | 2004   | 2014   | 2024   |
| ------------------ | ------ | ------ | ------ | ------ |
| Număr de persoane: | 46.384 | 47.134 | 46.934 | 46.764 |
| Diferență:         |        | +1,61% | −0,42% | −0,36% |

| An:                | 2023   | 2024   |
| ------------------ | ------ | ------ |
| Număr de persoane: | 46.916 | 46.764 |
| Diferență:         |        | −0,32% |

## Comune
- Brodské
- Dubovce
- Chropov
- Gbely
- Holíč
- Kátov
- Kopčany
- Koválovec
- Letničie
- Lopašov
- Mokrý Háj
- Oreské
- Petrova Ves
- Popudinské Močidľany
- Prietržka
- Radimov
- Radošovce
- Skalica
- Trnovec
- Unín
- Vrádište